# Jagdstaffel 64
La Jagdstaffel 64 (in tedesco: Königlich Wuerttembergische Jagdstaffel Nr 64, abbreviato in Jasta 64) era una squadriglia (staffel) da caccia della componente aerea del Deutsches Heer, l'esercito dell'Impero tedesco, durante la prima guerra mondiale (1914-1918).

## Storia
La Jagdstaffel 64 venne fondata il 23 gennaio 1918 presso il Fliegerersatz-Abteilung  (FEA) 10 a Böblingen e inviata il 4 febbraio a sostegno della 5ª Armata. Ottenne la prima vittoria aerea il 14 marzo. Il 22 marzo l'unità venne assegnata a supporto dell'Armee-Abteilung C dove rimarrà fino al termine della guerra.
Originariamente dotata di aerei Albatros e Pfalz, i successivi e più moderni Fokker D.VII permisero di ottenere molte più vittorie aeree per la squadriglia.
Il Leutnant Friedrich Hengst fu l'ultimo Staffelführer (comandante) della Jagdstaffel 64 dal 14 settembre 1918 fino alla fine della guerra.
Alla fine della prima guerra mondiale, per i dati presenti, alla Jagdstaffel 64 vennero accreditate 20 vittorie aeree. Di contro, la Jasta 64 ebbe 3 piloti feriti in azione e 2 fatti prigionieri di guerra.

## Lista dei comandanti della Jagdstaffel 64
Di seguito vengono riportati i nomi dei piloti che si succedettero al comando della Jagdstaffel 64.
| Grado    | Nome              | Periodo                              |
| -------- | ----------------- | ------------------------------------ |
| Leutnant | August Hanko      | 24 gennaio 1918 - 7 luglio 1918      |
| Leutnant | Eugen Siempelkamp | 25 luglio 1917 - 14 settembre 1918   |
| Leutnant | Friedrich Hengst  | 14 settembre 1918 - 11 novembre 1918 |

## Lista delle basi utilizzate dalla Jagdstaffel 64
- Mercy-le-Haut, Francia
- Mars-la-Tour, Francia

## Lista degli aerei utilizzati dalla Jagdstaffel 64
- Fokker D.VII